# Homalopsinus bituberculatipennis
Homalopsinus bituberculatipennis là một loài bọ cánh cứng trong họ Attelabidae. Loài này được Hesse miêu tả khoa học năm 1929.